# Triaenodes clavatus
Triaenodes clavatus är en nattsländeart som först beskrevs av Martin E. Mosely 1932.  Triaenodes clavatus ingår i släktet Triaenodes och familjen långhornssländor. Utöver nominatformen finns också underarten T. c. aequus.